# 宿舍

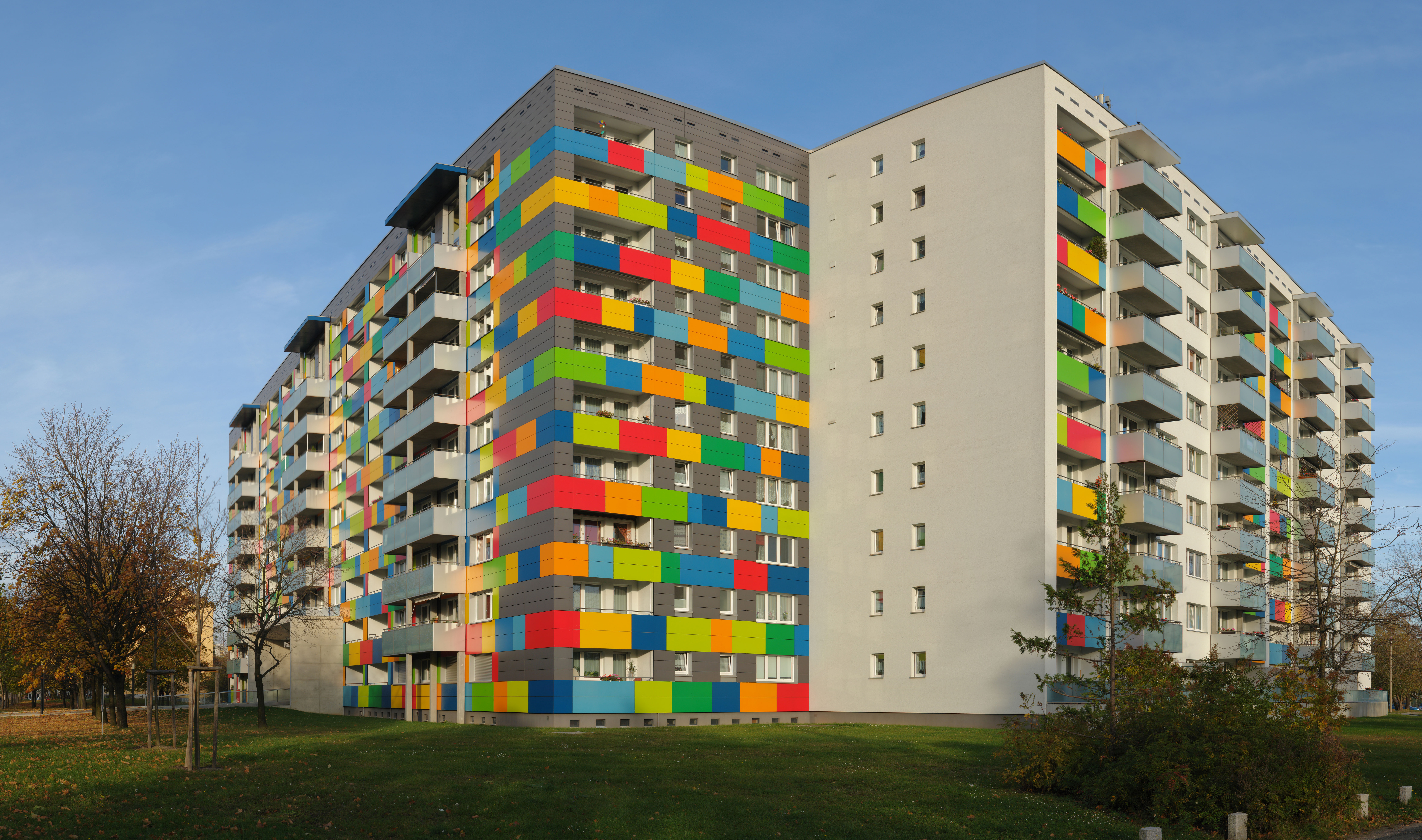
一間大學的高級職員宿舍

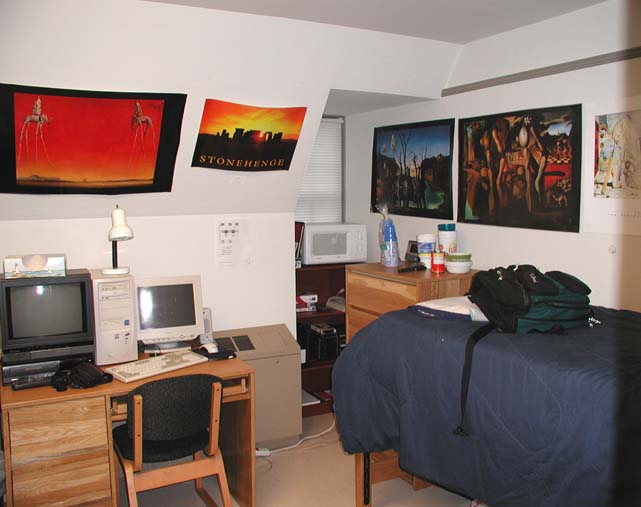
北美常見的宿舍房間

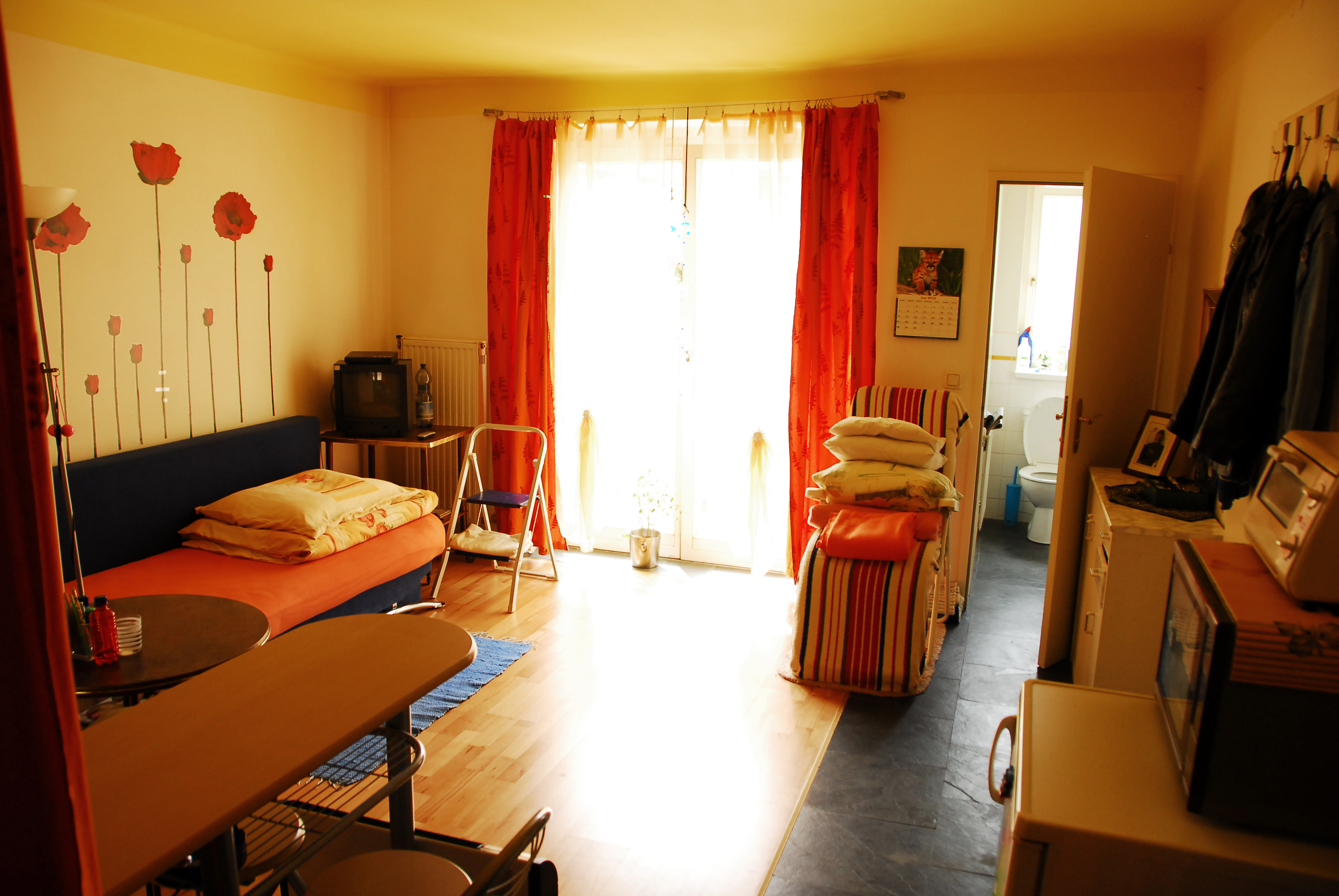
維也納的宿舍房間

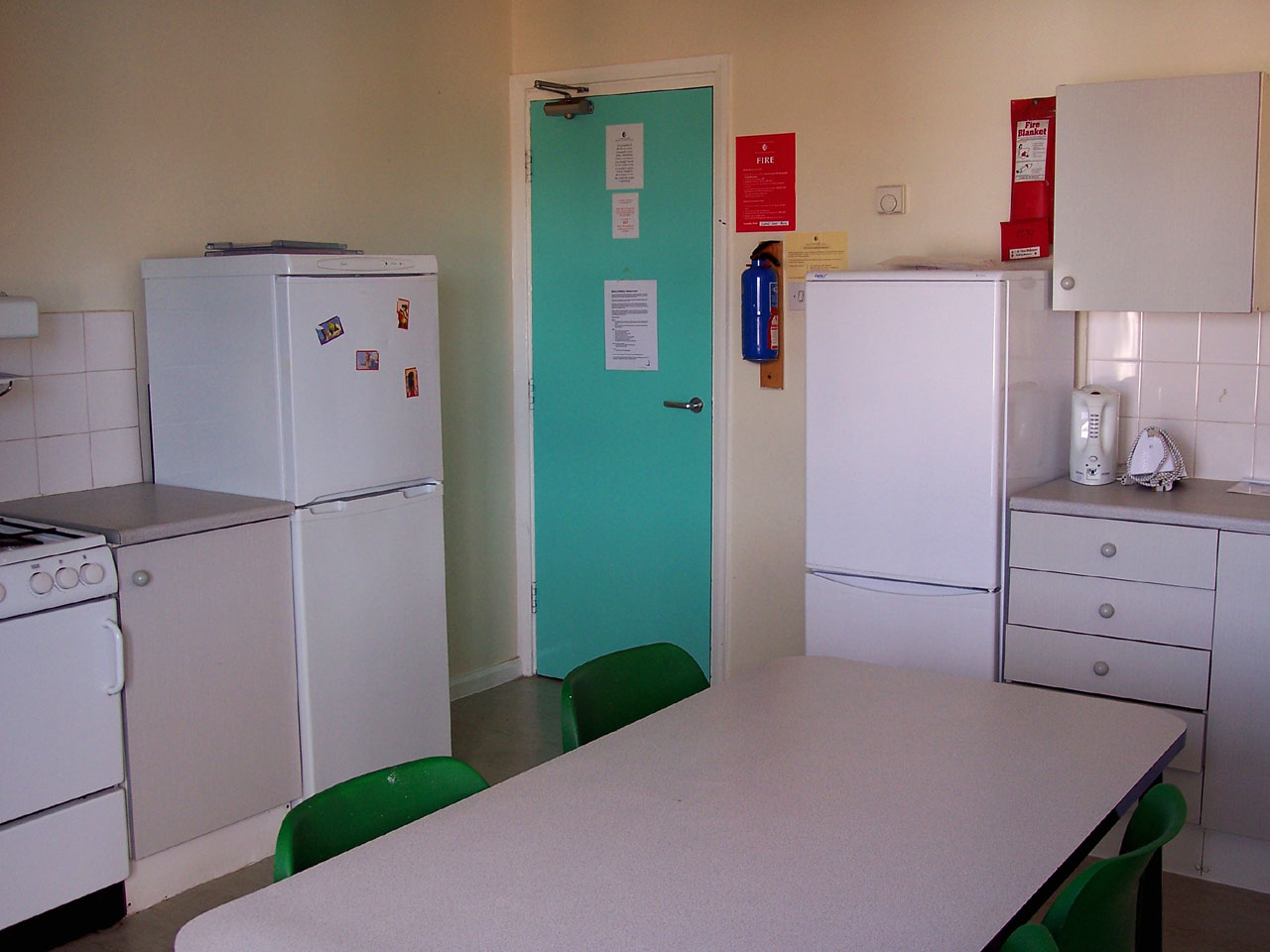
英国一間学生宿舍的公用廚房

宿舍，是一种供学生、职工或组织成员居住的房屋，居住人數從單人多至十几人不等。宿舍的設備從只有基本的床舖及共用的衛浴設備，到有廚房可供住宿者自行煮食、有電視機及運動器材不等。不過，高級職員的宿舍又與豪宅無異。前者是寄宿學生或職員的福利，宿生間是同輩職工，非親屬父母等關係，宿舍主持或管理人員稱為「舍監」。 而高級職員的宿舍，容許企業管理層及其家庭成員同住，甚至有私家游泳池等設施，生活及消費全包，視乎僱傭合約條款、勞動法等而定。政府提供公務員配置居住的公家宿舍則稱為官舍。
平常的宿舍有守則，傳統宿舍受到男女授受不親等保守觀念影響，通常男生、女生性別隔離，大多數宿舍為男女分棟或同棟不同樓層，有些宿舍為男女同宿，舍員要参與自治。甚至如大學生，以自己居住的宿舍名稱為榮，不時舉行各種舍際競賽。
相對於建築宿舍供宿生居住，大學或者組織可以提供津貼，協助有居住需求的成員，在私人房地產市場租屋住。在資本投資及快速反應上，住宿津貼比較宿舍供應更加靈活。另外也有與校外建商或屋主合作，承租或價購房屋再供給宿生居住，以降低自行興建所需費用及土地空間。

## 類型

### 單性別宿舍
在大學宿舍中，宿生的室友通常皆為同一性別，有些大學的宿舍是男女同棟分層，有些是男女分別居於不同棟。有些院校規定任何時間均不得帶異性回宿舍，有些則規定異性可於訪客時間內進入宿舍，但不得留宿。
中國大陸除了大學有提供宿舍外，不少中、小學均有為居住於距離學校較遠的學生提供宿舍，一般為多人共用一房間，因此每名學生可以有多至十名室友。
日本與香港、台灣、中國大陸不同，學院宿生多住單人房，與室友同住的較少。
香港不少大學宿舍均實行男女同棟分層制，一般不禁止異性訪客，但一般規定異性不得留宿。

### 混合性別宿舍
台灣大學社會學系教授孫中興主張，校園的兩性平等應該從男女學生同宿共廁做起，他已委託專人設計雙性廁所、宿舍模型。他認為男女同宿共廁可以學習互相尊重及廁所禮儀，並能抑制偷拍歪風，他解釋說，在雙性廁所裏，歹徒裝設針孔攝影機拍攝到的還有男生，這樣女生被拍攝的幾率就可降低50%。至於性別平等的宿舍設計，則包括男女同棟分層式，或男女同層樓、房間間隔分佈式，甚至還有男女共用同一個房間大門，裏面再隔成男生房、女生房等多種方案。臺大研究生協會副會長丁允恭表示，讓男女生共同生活的用意不錯，但應該漸進實施。
台灣私立東海大學有一棟10層樓的學生宿舍，1999年開始採取男女同宿，1—5樓為男宿舍，6—10樓為女宿舍，但有門禁管制，女生可搭電梯上樓，男生無法進入，同時一二樓設有交誼廳。東海大學學務長傅恒德解釋說，當初實施男女共用宿舍，是希望能借此讓學生注重禮貌及整潔，現在看來確實有正面效果。
美国大学的住宿方式更是多种多样。除了单性别、男女同宿、单人间外，还在男女双方都同意的方式下，允许双方在同屋居住。

## 批評
在一些人看來，宿舍對學生實行準軍事化管理，扼殺了少數希望獨立於團體生活的學生的自主性；尤其是有著社交恐懼症的學生，強制住宿會使得他們壓力增大，逼迫他們去應付不擅長的各種生活事項，變相使得學生本就在學習壓力下的心理負擔變得更為嚴重。

## 另見
- 社宅（日语：社宅）
- 官舍（日语：官舎）
- 寄宿學校
- 物業管理
- 保安

## 外部連結
- 中途宿舍（页面存档备份，存于）